# Theo Bodewig
Theo Bodewig (* 1946) ist ein deutscher Rechtswissenschaftler.

## Leben
Von 1967 bis 1971 studierte er Volkswirtschaftslehre an der WWU Münster und an der LMU München. 1971 legte er die Diplomprüfung an der LMU München ab. Von 1972 bis 1976 studierte er Rechte an der LMU München (1976: erstes Staatsexamen in München). Von 1975 bis 1980 war er Stipendiat der Max-Planck-Gesellschaft. Nach dem Referendariat (1977–1980) im OLG-Bezirk München legte er 1980 das zweite Staatsexamen in Bayern ab. Nach der Promotion an der LMU München (summa cum laude) 1980, Fakultätspreis, leitete er von 1980 bis 2002 das US-Referat des Max-Planck-Instituts für ausländisches und internationales Patent-, Urheber- und Wettbewerbsrecht. Nach der Habilitation 1996 an der LMU München vertrat er im Sommersemester 1997 einen Professor an der Juristischen Fakultät der LMU München. Im Wintersemester 1997/1998 vertrat er die Professur an der Juristischen Fakultät der FU Berlin. Von 1998 bis 2004 lehrte er als Professor an der Juristischen Fakultät der LMU München. Von 2004 bis zum Jahr 2014 war er Inhaber des Lehrstuhls für Bürgerliches Recht, Immaterialgüterrecht, insbesondere Patentrecht, Wirtschaftsrecht und Rechtsvergleichung an der Juristischen Fakultät der Humboldt-Universität zu Berlin.

## Schriften (Auswahl)
- Staatliche Forschungsförderung und Patentschutz in den USA. Weinheim 1982, ISBN 3-527-25934-1.
- Der Rückruf fehlerhafter Produkte. Eine Untersuchung der Rückrufpflichten und Rückrufansprüche nach dem Recht Deutschlands, der Europäischen Union und der USA. Tübingen 1999, ISBN 3-16-146883-X.